# Cyrus Teed

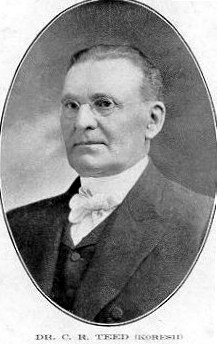
Dr. C. R. Teed, alias Koresh.

Cyrus Reed Teed (18 października 1839, 22 grudnia 1908 roku) – alchemik i przywódca religijny. W 1869 przyjął imię Koresh i rozpowszechniał wierzenia religijne i naukowe, które zwały się od jego nowego imienia – Koreshanity. Zawierały między innymi teorię pustej Ziemi, czyli wiarę w to, że Ziemia jest w środku pusta, znajduje się w jej wnętrzu słońce, a ludzie żyją na wewnętrznej powierzchni sfery. Założył komunę opartą na swoich naukach.